# Vickers K
Das Vickers K war ein Maschinengewehr des britischen Herstellers Vickers-Armstrongs für den Einsatz als Bordwaffe in Kampfflugzeugen.

## Technik
Der Ursprung der Waffe liegt nicht im Vickers-MG, das auf der Grundlage des Maxim-MGs als wassergekühlter Rückstoßlader entwickelt wurde. Das Vickers K hingegen ist ein luftgekühlter Gasdrucklader, zur Unterscheidung wurde dieses MG auch als VGO (Vickers Gas Operated) bezeichnet.

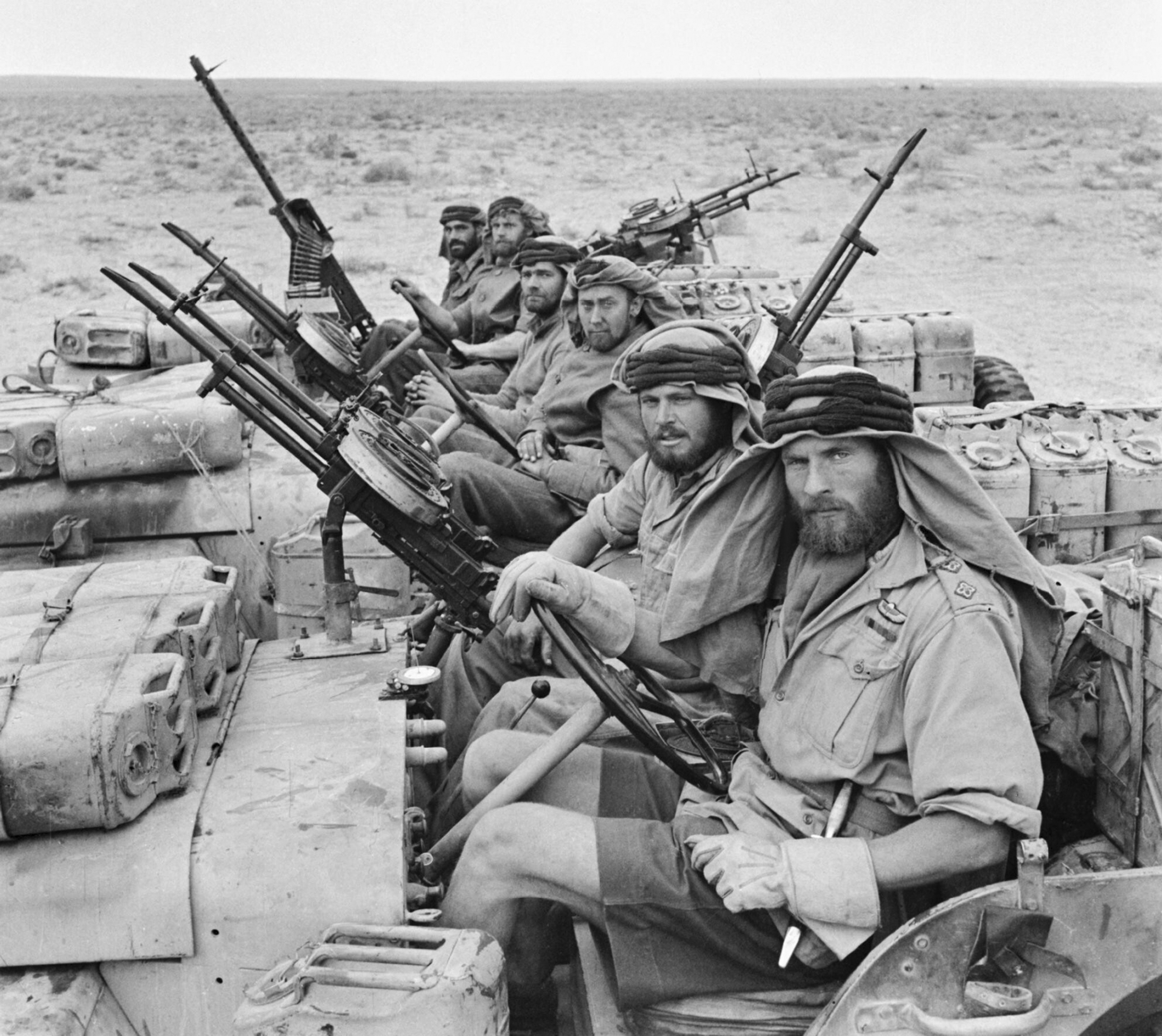
SAS-Patrouille in Nordafrika

Der Entwurf stammte vom französischen Konstrukteur Adolphe Berthier. Vickers-Armstrongs kaufte ihm die Rechte dazu ab und entwickelte daraus zuerst das Infanterie-MG Vickers-Berthier, aus der 1935 als Bordwaffe für Flugzeuge das VGO entstand. Die Munition wurde aus einer federbetriebenen Trommel von oben zugeführt. Die K gun wurde auf eine hohe Feuerrate hin optimiert und erreichte eine Kadenz von 1.000 Schuss pro Minute.
Für den Luftkampf war die Geschosswirkung jedoch bald unzureichend, selbst als Verteidigungswaffe im Heck. Mit der Verfügbarkeit hydraulisch betriebener Bordwaffen gab die Royal Air Force ihre Bestände an die Landstreitkräfte ab. Dort fanden sie lafettiert auf geländegängigen Fahrzeugen eine neue Verwendung. Insbesondere bei Wüsteneinsätzen von mobilen Einheiten wie der Long Range Desert Group oder dem Special Air Service bewährte sich das Maschinengewehr gut. Die letzten Exemplare im Dienst der Armee wurden gegen 1965 ausgemustert.

## Einsatz in Flugzeugen
- Armstrong Whitworth Whitley
- Bristol Blenheim
- Bristol Beaufighter
- Fairey Battle
- Fairey Swordfish
- Handley Page Halifax